# Прессер, Жак
Жак (Якоб) Прессер (нидерл. Jacob (Jacques) Presser; 24 февраля 1899[…], Амстердам — 30 апреля 1970[…], Берген ан Зее, Северная Голландия или Амстердам) — нидерландский историк, писатель и поэт, наиболее известен своей книгой «Пепел на ветру: уничтожение голландского еврейства» о преследованиях нидерландских евреев во время Холокоста.

## Биография
Жак Прессер родился 24 февраля 1899 года в Амстердаме, в относительно бедной семье светских евреев. 
Окончил университет Амстердама и занялся преподаванием, а с 1930 года — и академической карьерой.
Вторжение Германии в Нидерланды в 1940 году поразило Жака Прессера; пытался покончить с собой. Затем антиеврейские законы лишили его работы и в конце войны заставили прятаться от нацистов, чтобы не погибнуть. Жена Жака была депортирована в лагерь смерти «Собибор» и погибла там.
После окончания войны продолжал заниматься академической наукой и публиковал множество масштабных исторических исследований. Также написал ряд творческих текстов, некоторые из которых были весьма успешны. 
В 1954 году женился во второй раз, на Берте Хартог. Послевоенные взгляды Жака Прессера можно назвать левыми; активно печатался в соответствующих журналах, комментировал на страницах газет деколонизацию голландских колоний (Индонезия) и маккартизм в США. В 1969 году вышел на пенсию.
Умер 30 апреля 1970 года в Бергене.

## Вклад в историческую науку
- Книга о борьбе Нидерландов против испанского владычества. Несколько раз переиздавалась во время Второй Мировой и запрещалась нацистскими оккупантами по очевидным причинам - поднимала дух населения к сопротивлению иностранным захватчикам, тем более, что франкистская Испания была взаимно симпатична Рейху.

- Значимая большая биография Наполеона Бонапарта (опубликована в 1946 году)

- Книга о Холокосте в Нидерландах. Прессер начал работу по заданию парламента страны 1950 года, опубликована в 1965 и неоднократно переиздавалась, в том числе за границей.

## Другие работы
Кроме исторических работ, Прессер написал бестселлер «Ночь жирондистов». Во многом эта книга автобиографична. Также писал стихи и детективы.